# 마리아 카넬리스
마리아 카넬리스 (Maria Kanellis 1982년 2월 25일)는 본명은 메리 루이 카넬리스 (Mary Louis Kanellis)다. WWE 러 소속의 여성레슬러이며 키는 170cm 몸무게는 54kg이다. 디바 서치 출신으로 2010년까지 WWE에서 활동하다가 방출당한 후 인디단체를 거쳐 RoH에서 활동하고 있는 도중에 남편 마이크 배넷과 결혼을 하였으며, TNA를 거친 후 2017년 6월 18일 진행되었던 WWE 머니 인 더 뱅크를 통해 7년만에 다시 WWE로 복귀했다. 피니쉬 무브는 뷰티풀 불독(점핑 불독)과 다이빙 크로스라인, 다이빙 크로스바디 3가지를 사용하고 시그네처 무브인 브론코 버스터와 몽키 플립, 엔지그리, 스피닝 스파인버스터, 헤드시저스 테이크다운을 주로 사용한다. 현재 출산휴가와 부상으로 인해 잠시 하차한 상태였다가 복귀할 예정이다.

## 수상
- FWE 위민스 챔피언 2회
- TNA 녹아웃 챔피언 1회
- WWE 24/7 챔피언 1회